# Doon (Iowa)
Doon è un comune degli Stati Uniti d'America, situato nello Stato dell'Iowa, nella contea di Lyon.